# Català salat
El parlar salat o català central salat és un dialecte del català tradicionalment parlat a la franja costanera que va de la Tordera fins al Ter i també a Cadaqués, però avui reduït a aquesta darrera vila i amb trets de substrat o residuals a la resta del territori, i que té com a característica central l'ús de l'article salat.
Es tracta d'un subdialecte que, en la seva màxima extensió, compartia trets amb el gironí, al Baix Empordà i la Selva, i amb el septentrional de transició, a l'Alt Empordà, i que tenia com a sola característica l'ús del dit article salat. Actualment, com que el dit article solament és viu a Cadaqués, les característiques del parlar són les de Cadaqués; no obstant això, la gran majoritat de trets són compartits pels pobles de l'entorn, i solament l'article salat és exclusiu del subdialecte. Tradicionalment, i fins als anys cinquanta del segle xx, el parlar salat englobava la vila de Cadaqués, la franja costanera al sud del Ter i a llevant de les Gavarres; i les viles de Tossa de Mar, Lloret de Mar i Blanes.
En canvi, com és sabut, l'article salat és compartit pels tres parlars balears (llevat de la vila mallorquina de Pollença), on degué arribar importat per colons del Principat, i també pel valencià de la vila de Tàrbena (anomenat parlar de sa), on fou importat per mallorquins el segle xvii. A més, aquest article era molt més estès en les etapes més primerenques del català, i abraçava de segur tota la part oriental de la Catalunya Vella i, amb menys força, també a la part occidental, on també es documenta. D'aquest antic ús en romanen nombrosíssims testimonis en la toponímia: Sant Joan Despí (des Pi), Solivella (s'Olivella), Sant Llorenç Savall (de sa Vall), la Serra de Senferm (s'Enferm), Sant Esteve Sesrovires (de ses Rovires), etc. Àdhuc al País Valencià existeixen cognoms d'origen toponímic Zaplana (sa Plana), Espí, Saporta o Savall. En fi, és present també a altres zones de la Romània, com ara Sardenya, Occitània i diversos parlars de Sicília i l'Itàlia Meridional.

## Característiques
El tret principal del parlar salat i el que el constitueix com a subdialecte és el l'article salat. Aquest article pren les formes es (es peu) i sa (sa mà) al singular, i es (es peus) i ses (ses mans) al plural. A més, davant substantiu començat per vocal, l'article masculí també pren la forma ses (ses àngels). Igual que la resta de parlars que se serveixen de l'article salat, en central salat també existeix l'article literari, i es fa servir, en la parla espontània, en el mateix tipus de casos que els altres parlars: principalment, per anomenar ens únics i en discurs repetit (frases fetes o col·locacions). No obstant això, hi ha diferències de detall, i així mentre en balear hom diu la mar o la setmana que ve, al Principat es diu sa mar o sa setmana que ve, i mentre que al Principat hom diu el sol, la lluna o l'hivern, a les Balears hom diu es sol, sa lluna i s'hivern. Actualment, el tret solament és viu a Cadaqués i, entre els més vells, a Begur, Calella, Tossa, Sant Feliu de Guíxols, entre d'altres de l'entorn.
Per altra banda, hi ha altres trets propis del salat, la major part dels quals, no obstant això, són compartits pels parlars veïns i han estat retenguts, en bona part, pels parlars que durant el segle xx han deixat de salar. Aquests trets són:

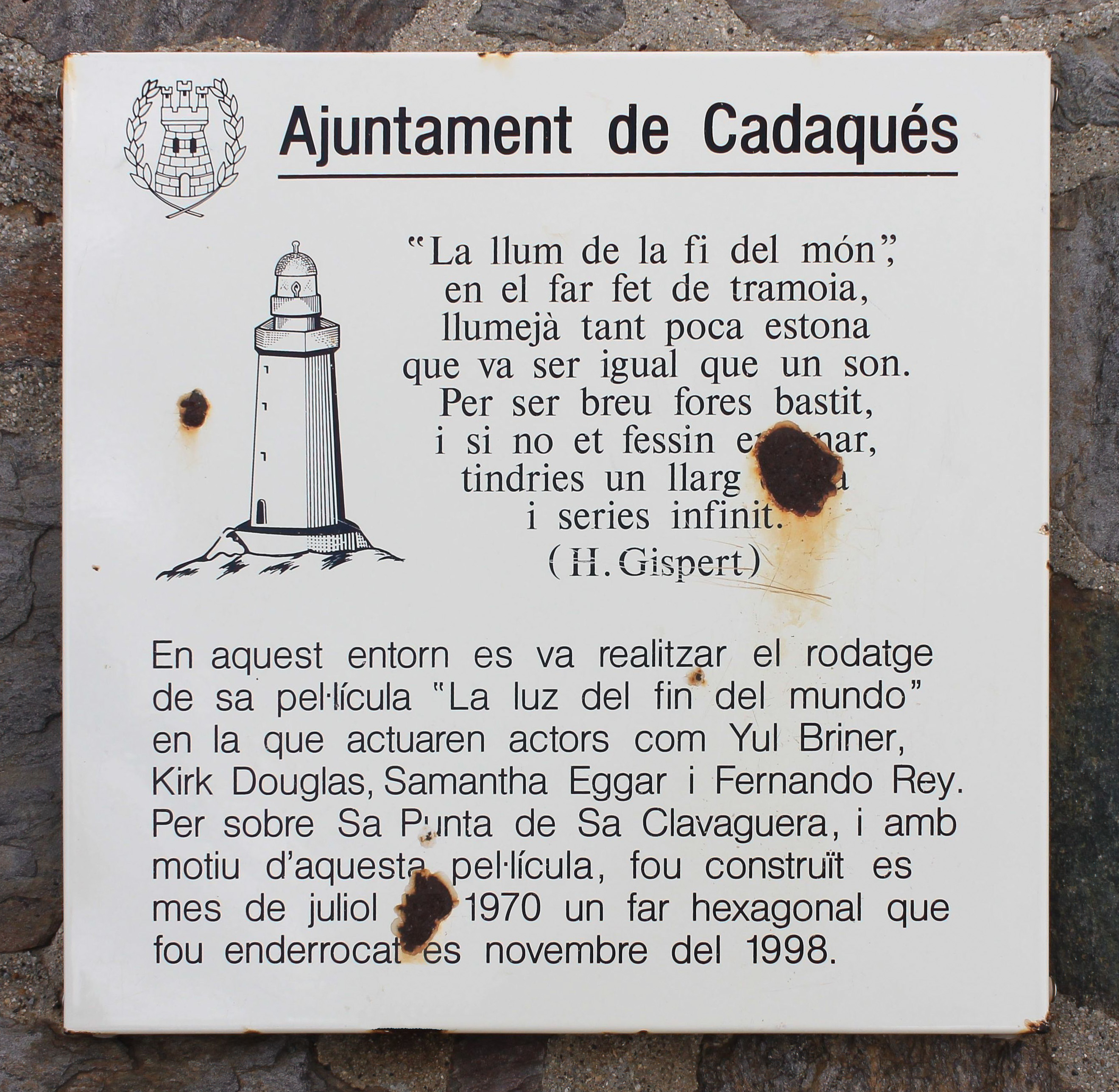
Placa que té el text de la part inferior escrit en català salat, a Cadaqués

- Monoftongació de /wa/ en /ɔ/, en posició àtona i tònica (gonyes, gonyar, cotre). Aquest tret és compartit per molts de parlars orientals, per bé que és en regressió i històricament tenia més abast.
- Distribució diferent de les e i o obertes i tancades, en què hi ha una sèrie de e obertes que a la resta del català són tancades, en què gran quantitat de e i o seguides de nasal són tancades i en què no es va donar l'obertura de o tancada en posició inicial ([ɛ]ll, -[e]ncia; s[o]l, f[o]nt). Aquest tret és compartit per tots els parlars de la diòcesi de Girona.
- Avançament de les neutres finals, provinguin de e o de a, en un so pròxim a [e] o [ɛ] (Calell[ɛ] ~ Calell[e], llagost[ɛ] ~ llagost[e]). Aquest tret és força localitzat a la zona costanera de l'Empordà i la Selva, i es troba en regressió.
- Iodització, és a dir, distinció entre els sons provinents de ll llatí, realitzats [ʎ], i els sons provinents de l+palatal, realitzats [j] (ca[ʎ]ar / cabe[j]). Aquest tret és compartit per molts de parlars orientals, per bé que és en regressió i històricament tenia més abast. Tampoc no és propi del parlar de Cadaqués.
- Elisió de la r dels infinitius seguits de clític (menjà-ne 'menjar-ne', cridà-te 'cridar-te'). Aquest tret és compartit per molts de parlars de la zona.
- Formes dels pronoms nosatros i vosatros. Aquest tret és compartit per molts de parlars de la zona.
- Retenció del so [w] a les formes femenines dels adjectius acabats en aquest so (blaua, meua). Aquest tret és compartit per molts de parlars de la zona.
- Ús de les formes plenes dels pronoms febles en posició preverbal seguides de verb començat per consonant (me diuen, te volen). Aquest tret és compartit per molts de parlars de la zona.
- Reforçament consonàntic de la primera persona del singular del present d'indicatiu ((jo) càntut, (jo) pènsot). Aquest tret és compartit per altres parlars de la zona i és en regressió. A més, a Cadaqués s'usa la desinència -i, pròpia del septentrional de transició ((jo) canti, (jo) pensi).
- Ús de l'estructura de negació poc que (poc que vindrà, avui 'avui no vindrà'). Aquest tret és compartit per molts de parlars de la zona.

## Factors històrics

### Naixement

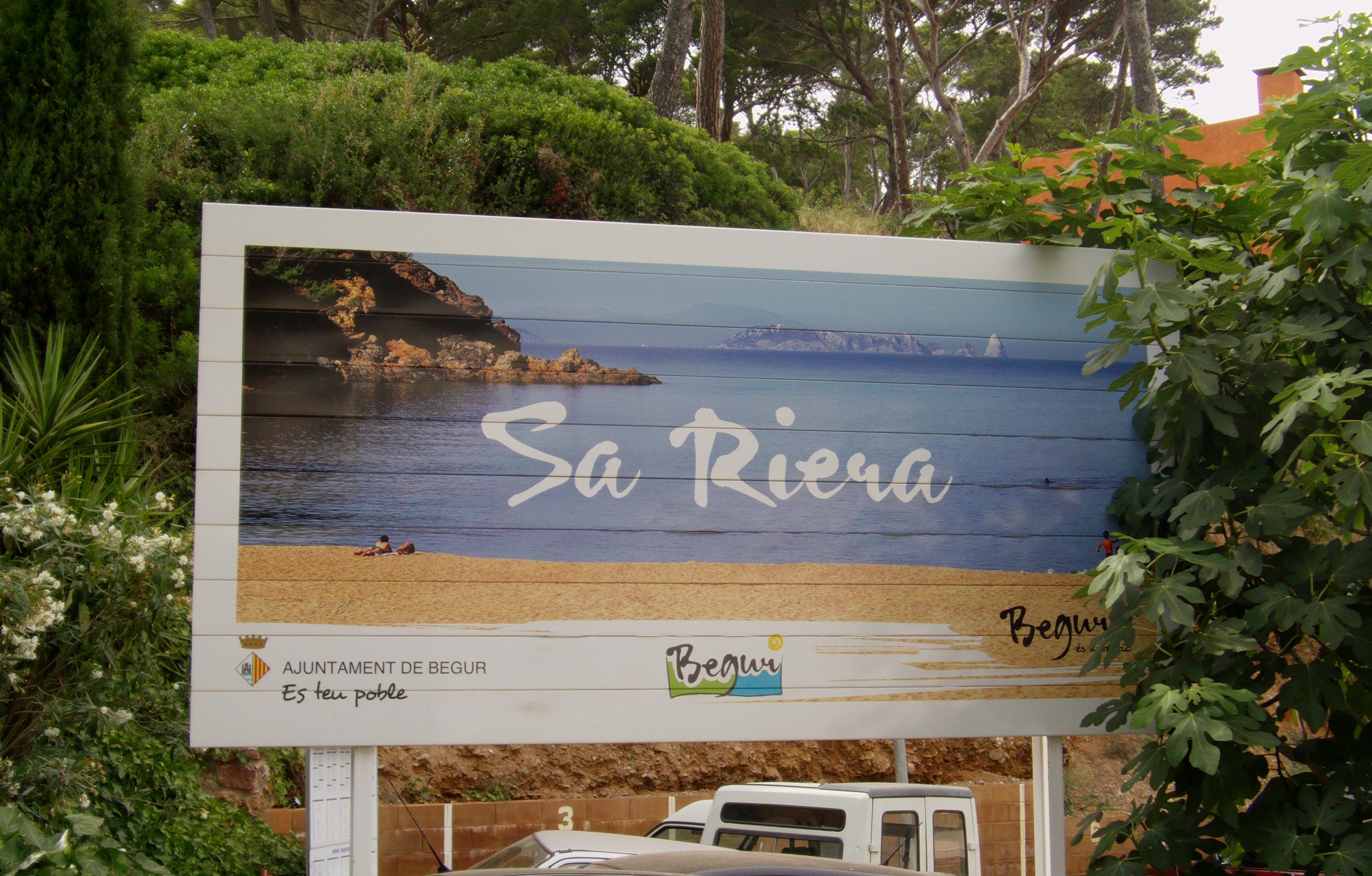
Exemple de la recuperació identitària de l'artícle salat a Sa Riera (Begur).

D'entre els factors històrics que n'han determinat l'extensió i les característiques, en primer lloc cal tenir en compte les connotacions socials de l'article salat. Ja dels primers moments de la història de la llengua, aquest article gaudeix d'una manca de prestigi, pel fet que al segle xiii la llengua escrita tenia gran influència de la llengua dels trobadors, la qual feia servir l'article literari, i això va fer que sempre romangués al marge de la llengua escrita. Al llarg de tota l'edat moderna s'anà perdent a tot el català central i rossellonès per aquesta manca de prestigi, i només pervisqués en els parlars més marginals i isolats. A les Illes, naturalment, la insularitat fou la causa del manteniment.
En el cas del parlar salat, cal tenir en compte, en primer lloc, el factor geogràfic, que es tracta d'una àrea lateral, delimitada per la mar i les muntanyes: a Blanes i Lloret, la Serra de Marina; a Tossa i la Vall d'Aro, la Serra de l'Ardenya; al Baix Empordà (fins al Ter), les Gavarres; i a Cadaqués, les muntanyes del Cap de Creus. Tot plegat ha condicionat que es tracti de zones poc comunicades fins a èpoques recents.
En segon lloc, és rellevant el factor social: que totes les poblacions d'aquesta zona es constituïren al llarg dels segles com a localitats en què els pescadors tenien un gran pes social. Tradicionalment, el parlar dels pescadors ha estat considerat de poc prestigi per la baixa condició social d'aquest ofici, i per aquest motiu devien retenir més fàcilment el tret de l'article salat.

### Abandonament

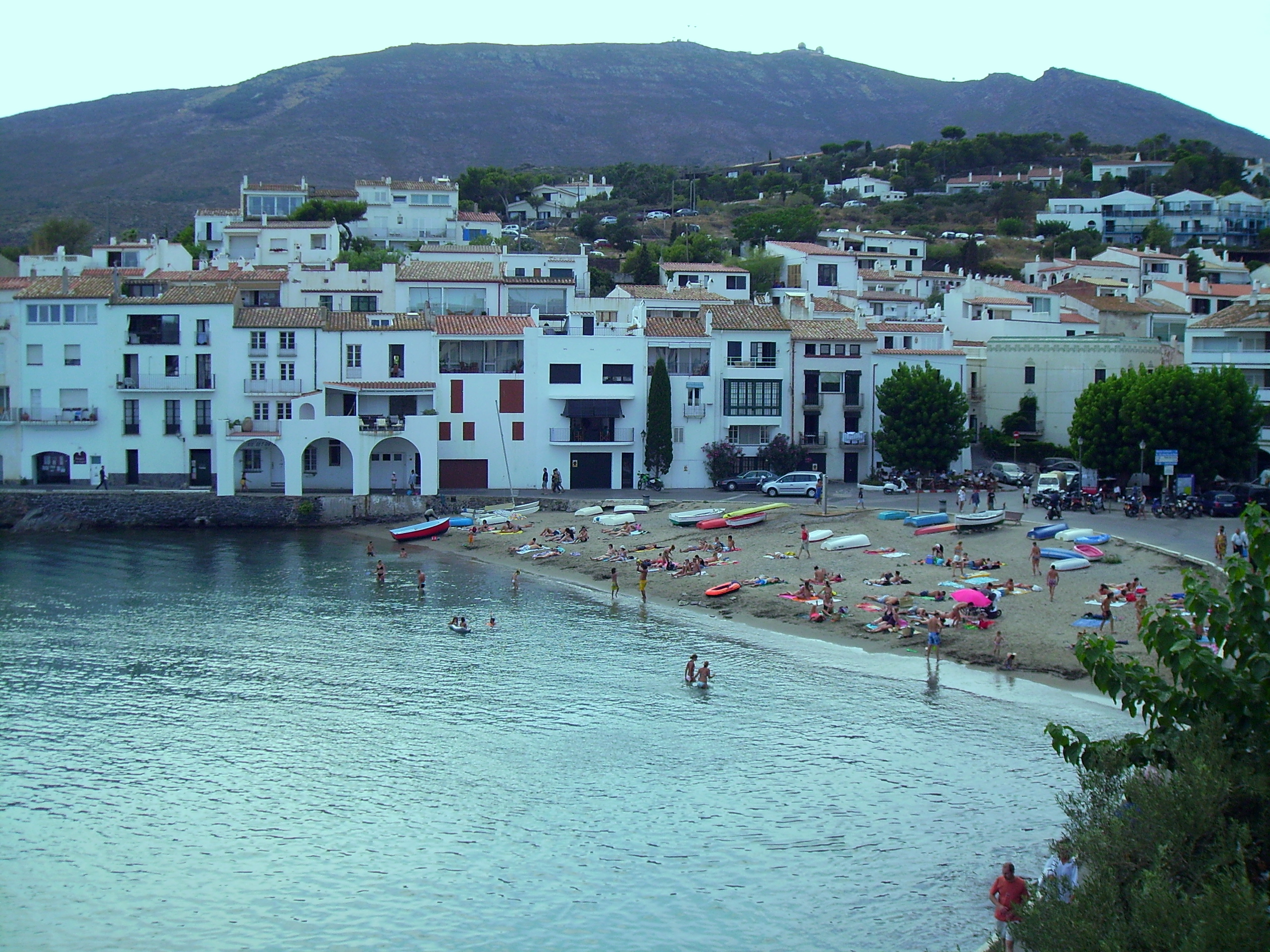
Cadaqués, l'únic poble de Catalunya on es conserva el parlar salat.

La situació social i econòmica que havia caracteritzat aquesta zona i que, malgrat el desprestigi, havia permès que el parlar salat es mantengués, començà a canviar els darrers anys del segle xix, amb l'arribada del primer turisme, i sobretot a partir del desarrollismo els anys cinquanta, amb la massificació turística i el creixement demogràfic que comportà un canvi en els models productius.
Així doncs, aquests trets dialectals de poc prestigi deixaren d'estar arrecerats per l'isolament i romangueren exposats, i així començaren a ser abandonats en un procés clar de desdialectalització. Els principals factors que portaren a llur abandonament foren:
- La manca de prestigi de l'article salat, principalment perquè era bandejat de la llengua escrita
- L'eclosió del turisme i l'abandonament progressiu de les activitats econòmiques tradicionals, principalment la pesca
- L'accés massiu a l'escolarització, que alfabetitzà tota la població i els exposà a l'ús de l'article literari
- Els fluxos migratoris resultants del desenvolupament turístic, que causaren que arribàs molta de gent de fora, tant castellanoparlant com altres catalans no portadors del tret.

De tota manera, en la major part de casos aquests factors només han provocat que s'abandonàs totalment l'article salat, mentre que, en general, la resta de trets s'han mantengut, sobretot pel fet que eren comuns i compartits amb els territoris veïns.
Per altra banda, la vila de Cadaqués sí que ha retengut el salat, pel fet que l'isolament era més fort en aquesta població i no hi ha afectat tant el factor migratori. De tota manera, el tret comença de ser abandonat, principalment per influència de la llengua estàndard i pel trencament de la transmissió generacional, i així a partir de la generació nascuda els anys vuitanta ja es comença a perdre, per bé que hi ha cadaquesencs que el mantenen perquè l'identifiquen amb un senyal d'identitat local. Així mateix, la dècada de 2010 encara es conservava en qualque parlant d'edat molt avançada a Begur, Calella i Tossa.